# 近藤一男
近藤一男（こんどう かずお、1957年8月20日 - ）は、大映テレビ代表取締役社長。

## 経歴
テレビドラマ・プロデューサー。代表作に『トップスチュワーデス物語』など。
取締役業務本部長・常務取締役を経て2008年に代表取締役社長に就任。